# Revelhe
Revelhe ist eine Gemeinde im Norden Portugals.
Revelhe gehört zum Kreis Fafe im Distrikt Braga, besitzt eine Fläche von 4,9 km² und hat 788 Einwohner (Stand 19. April 2021).

## Persönlichkeiten
- Joaquim Gonçalves (1936–2013), katholischer Bischof von Vila Real